# Тиктин, Хиллель
Хиллель Тиктин (англ. Hillel H. Ticktin) — английский политик, троцкист, теоретик марксизма и политэконом, педагог, политолог.

## Биография
Родился в 1937 году в еврейской семье в ЮАР, учился у Джека Саймонса, принимал участие в троцкистском движении и борьбе с апартеидом, но вынужден был покинуть страну, чтобы избежать ареста за политическую деятельность. Затем он жил и учился в Советском Союзе (в Москве и Киеве), где поучаствовал в организации антирасистской демонстрации африканских студентов, а из-за критики КПСС не приняли его докторскую диссертацию. В 1965 году он начал преподавать в Университете Глазго, который позже назначил его профессором в области марксистских исследований (Marxist Studies). В 1973 году он стал соучредителем антисталинистского марксистского журнала Critique, a Journal of Socialist Theory, с которым сотрудничали Эрнест Мандель, Иштван Месарош, Бертелл Оллман.
Подводя итоги своей работы, Тиктин сказал: «Моя работа о политической экономии СССР показала — что он по своей сути нежизнеспособен, его экономика не имея ничего общего с социализмом, не является капиталистической. Моя работа о капитализме, или Западе, обсуждая финансовый капитал и важность Холодной войны, продемонстрировала природу упадка капитализма».

## Избранные статьи
- «Capitalist Crisis».
- «A Marxist Political Economy of Capitalist Instability and the Current Crisis» Critique Vol.37.
- «Political Economy of a Disintegrating Stalinism» Critique Vol.36.
- «Marxist Method, Working Class Struggle and Capitalist Crisis».
- «Decline as a Concept — and its Consequences» Critique Vol.34
- «Political Consciousness and its Conditions at the Present Time» Critique Vol.34
- «The US War on Iraq and the World Economy» Critique No.35/Vol.32
- «The Nature of an Epoch of Declining Capitalism» Critique No.26.
- «The Political Economy of Class in the Transitional Epoch» Critique No.20-21.

"Политэкономия класса в переходную эпоху "
" Политическая экономия капитализма на стадии упадка"
- «The Political Economy of Declining Capitalism. Pt.1: Britain / Pt.2: Finance Capital» Critique No.16 and 17.
- «The Class Structure of the USSR and the Elite» Critique No.9.
- «Towards a Political Economy of the USSR» Critique No.1.

## Книги
- Origins of the Crisis in the USSR: Essays on the Political Economy of a Disintegrating System, 1992. « Reviewed here».
- The Politics of Race: Discrimination in South Africa, 1991.